# Restif de la Bretonne

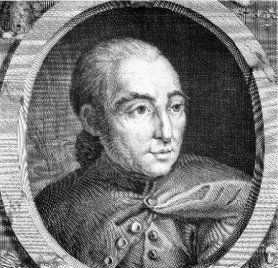
Restif de la Bretonne (1785), stampa da incisione

Nicolas-Edme Rétif detto Restif de la Bretonne e talvolta Rétif de la Bretonne (Sacy, 23 ottobre 1734 – Parigi, 3 febbraio 1806) è stato uno scrittore e giornalista francese, autore di romanzi libertini, saggi filosofici e resoconti cronistici, e dal cui nome deriva il termine retifismo.

## Biografia

### Sotto l'Ancien Régime

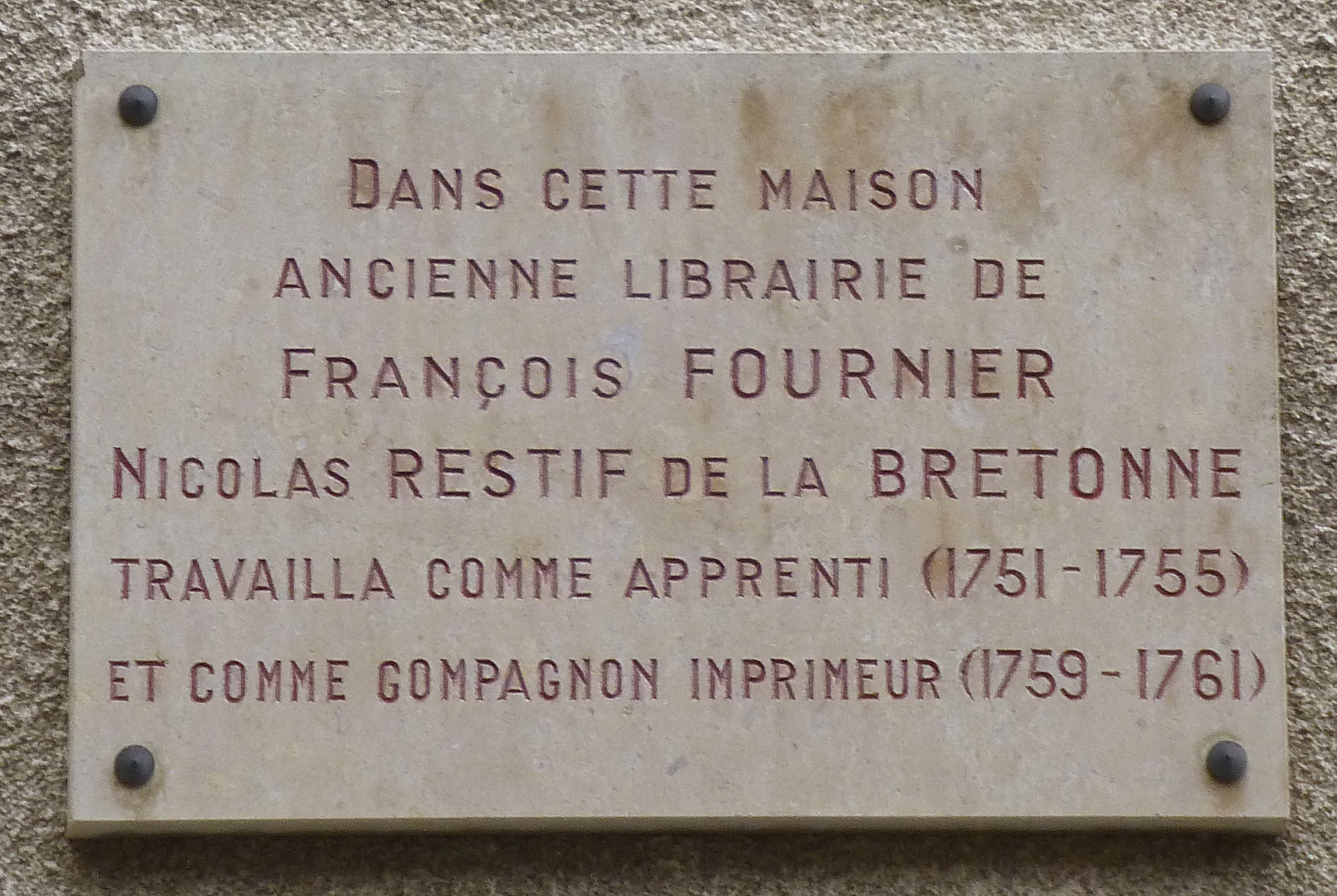
Targa sull'edificio dove Restif lavorò ad Auxerre

Era l'ottavo figlio di salute delicatissima di un ricco fattore della Yonne. Restif era destinato a diventare uomo di Chiesa, ma fu costretto a rinunciare al suo destino ecclesiastico poiché donnaiolo, o quantomeno questa fu la fama che lo accompagnò e ne fu causa.

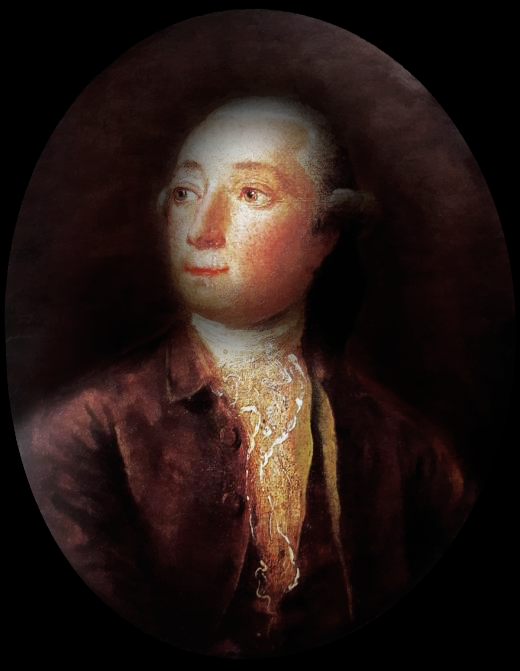
Restif nel 1776 circa, olio su tela

Nel 1751, i suoi genitori lo mandarono come apprendista stampatore ad Auxerre, dove si innamorò della moglie del suo datore di lavoro. Diventato operaio tipografo, si recò a Parigi dove condusse una vita irregolare. Nel 1767 pubblicò la sua prima opera importante, La Famille vertueuse, seguita poi da Le Paysan perverti (1776), La vie de mon père (1779), Les Contemporaines (1780) che lo rese famoso, La Paysanne pervertie (1784), Les Parisiennes (1787) e Ingénue Saxancourt (1789).
Lavorò presso varie stamperie: si trasferiva regolarmente per sfuggire ai suoi creditori. Amava andare a spasso per le stradine di Parigi e dell'île Saint-Louis di notte, scrivendo sui ponti e sui muri. Lui stesso si faceva chiamare «il gufo».
Probabilmente accettò di fare la spia per la polizia reale (nello specifico, svolgendo un servizio di pedinamento) ma di ciò non si hanno prove certe.

### Scrittore libertino
I suoi libri erotici erano spesso illustrati da immagini di donne dai piedi minuscoli e dalla bocca arrotondata. Lo scrittore, uomo contraddittorio, moralista e libertino al tempo stesso, amante dell'ordine ma anche del vizio, ebbe due grandi amori, la giovanissima Jeannette Rousseau e la moglie dello stampatore dove egli lavorava a bottega, Marguerite Collet.

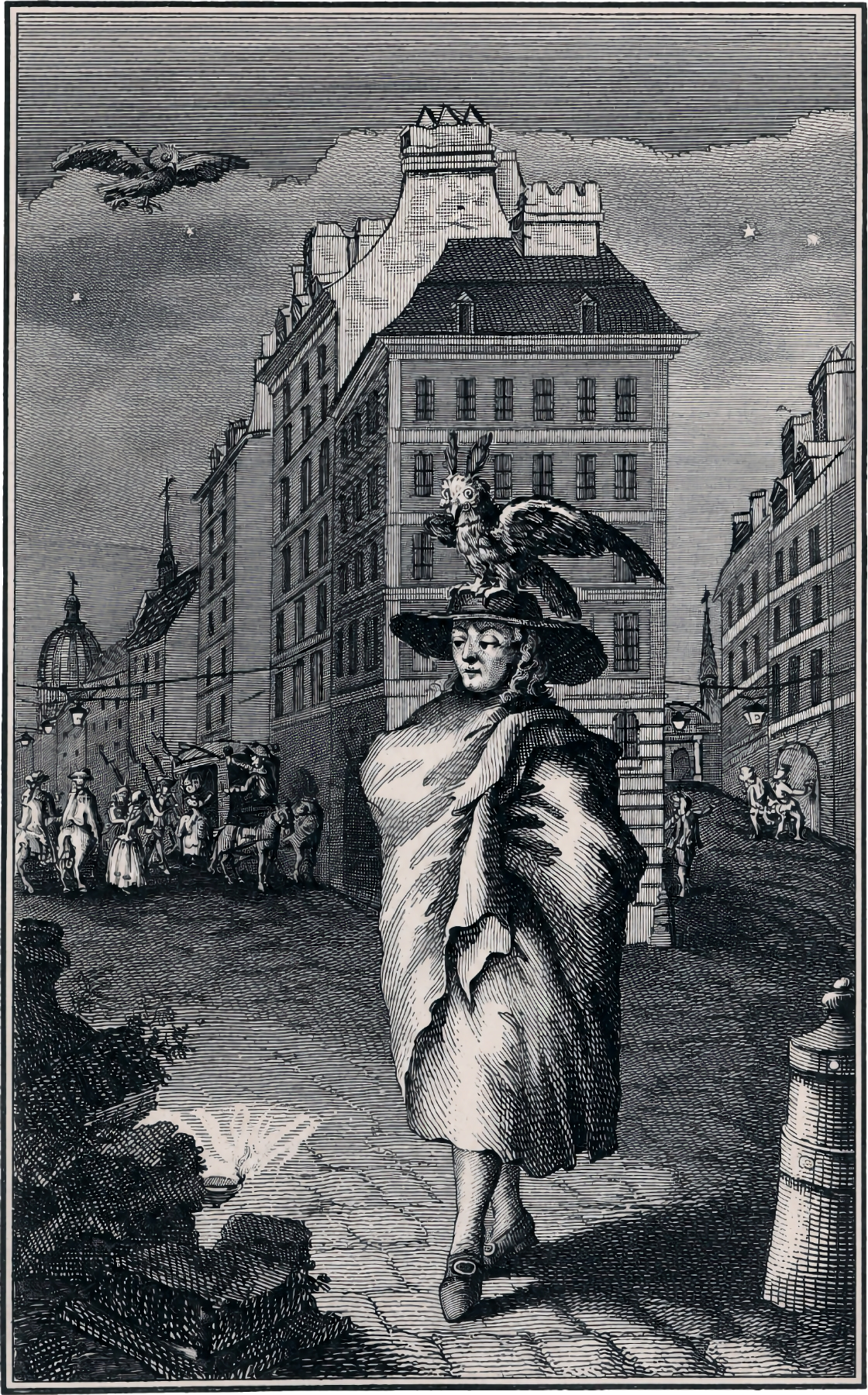
Illustrazione di Restif ne Le notti di Parigi

Questi suoi grandi amori erano nati proprio dal non aver potuto resistere ad osservare i loro «piccoli e bellissimi» piedi. La passione per i piedi femminili, oltre che nella vita, la traspose anche nei suoi libri (specie ne L'Anti-Justine, La vie de mon père, Le Pied de Fanchette e Monsieur Nicolas, libri che ricalcano in parte le sue vicende biografiche). Restif resterà sempre un appassionato estimatore dei piedi femminili; anche per quanto riguarda sua moglie, Agnès Lebègue, una donna insensibile che sposò solo per denaro (e della quale dirà per tutta la vita cose orribili), continuerà ad avere cara quella parte del corpo. Alla fine si separarono (dal matrimonio erano nate due figlie, di cui una morta piccola). Dal suo nome nacque il termine retifismo, indicante il feticismo delle calzature e anche del piede femminile, anche se è principalmente il secondo uno degli atteggiamenti che emergono più spesso dai suoi romanzi erotici.

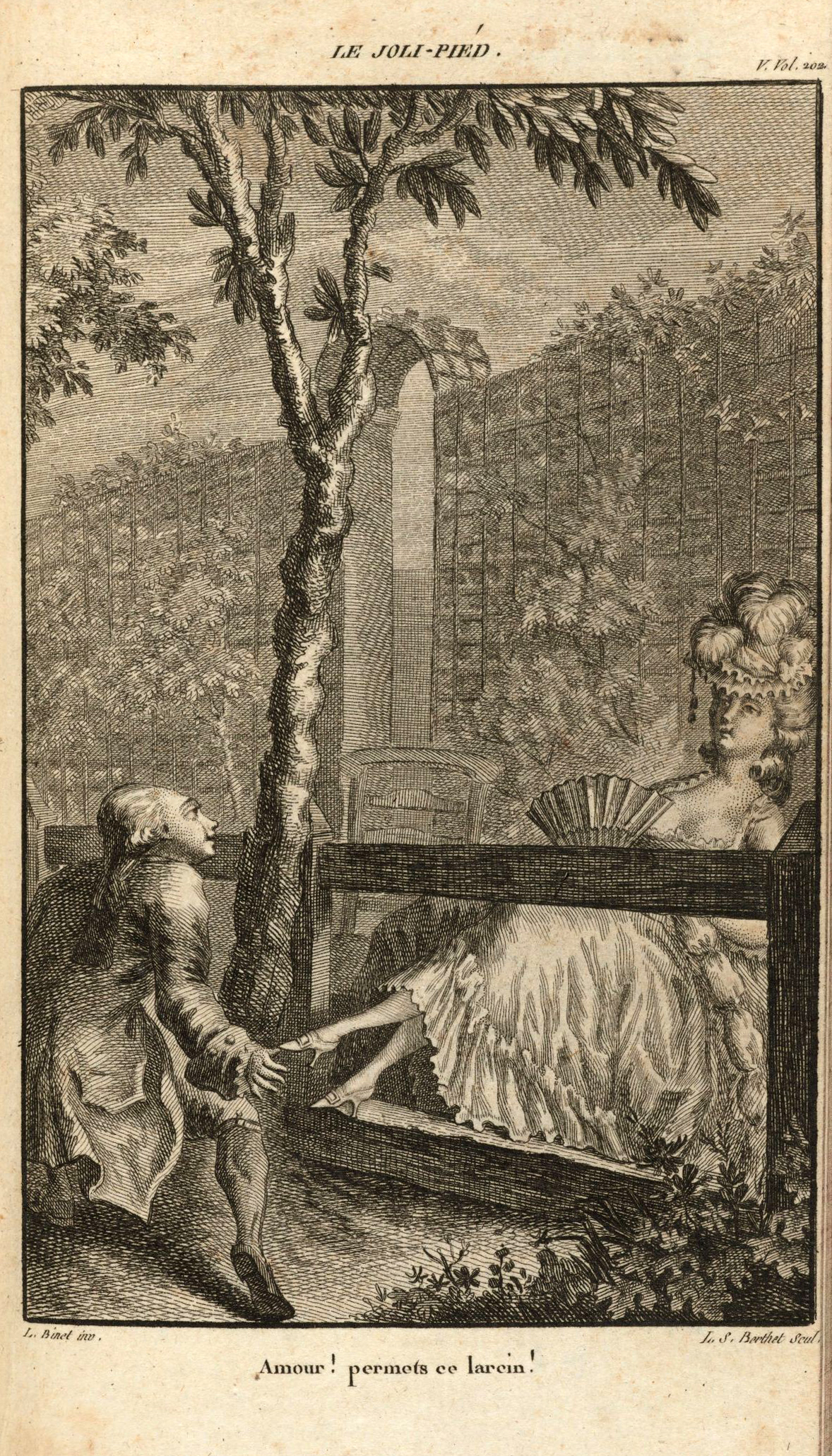
Illustrazione per Les contemporaines; ou, Avantures des plus jolies femmes de l'âge présent

Il libro sulle prostitute del Palais-Royal è presentato come una guida ma è piuttosto una serie di conversazioni con le ragazze e i clienti (quasi interviste, alla maniera del moderno giornalismo). Un'altra opera degna di nota fu Le Pornographe (1769), contenente un piano giuridico di legalizzazione della prostituzione sul modello della legislazione introdotta dall'imperatore Giuseppe II. In Francia la prostituzione era illegale anche se tollerata, fino alla regolamentazione in età napoleonica.

### Sotto la Rivoluzione
Vicino ai rivoluzionari moderati come Talleyrand e Sieyès, l'avvento dell'assegnato durante il governo montagnardo-giacobino lo rovinò: rischiò l'arresto sotto il Terrore per aver firmato una petizione in favore dei Girondini, nonché per l'amicizia con monarchici moderati come André Chénier, ghigliottinato nel luglio del 1794, a stento la scrittura gli permetteva di vivere. Fu testimone degli eventi della Rivoluzione che descrive nel libro Le notti di Parigi (1793); sempre durante la Rivoluzione pubblicò Le Palais-Royal, scritto nel 1790.
Nel 1794 decise di scrivere la propria autobiografia, Monsieur Nicolas, in otto volumi scaglionati tra il 1794 e il 1797. In seguito alla caduta di Robespierre il 9 termidoro (28 luglio 1794) la sua situazione politica migliorò. Nel 1795, la Convenzione di Termidoro gli venne in aiuto versandogli la somma di duemila franchi. Repubblicano in questo periodo, benché le sue dichiarazioni fossero orientate a favore del nuovo potere, le sue amicizie aristocratiche e con simpatizzanti della monarchia deposta, e la sua reputazione politica altresì ambigua (frequentò per un periodo anche il gruppo neo-giacobino del Club del Panthéon nato alla fine del 1795, sciolto nel 1798 anche a causa del coinvolgimento di alcuni membri nella congiura di Babeuf del 1796 e in tentativi neomontagnardi) lo fecero cadere in disgrazia anche sotto il Direttorio.

### Ultimi anni
Dopo il 1799 e il colpo di Stato del 18 brumaio, entrò al ministero della Polizia del Consolato di Napoleone, diretto dall'ex giacobino termidoriano Joseph Fouché, sotto Napoleone, ma la sua cattiva salute lo costrinse a ritirarsi. Morì in miseria nel 1806 durante il Primo Impero Francese.

## Restif e la critica

Jean-Jacques Rousseau, il filosofo e scrittore prediletto da Restif

Erede del romanzo libertino precedente, filosoficamente era seguace di Voltaire, Rousseau, Diderot, d'Holbach, Helvétius e La Mettrie. 
Molto criticato anche per lo stile di scrittura dai puristi come La Harpe, gli venne dato il soprannome di «Voltaire delle massaie» o di «Rousseau dei poveri», dato che i due grandi philosophes erano i suoi autori prediletti come romanzieri; fu ammirato nel XX secolo dai surrealisti, i quali lo riscoprirono. L'autobiografia di Restif, Monsieur Nicolas, e alcuni romanzi risentono dello stile formale di opere dei suddetti, come Le confessioni, Rousseau giudice di Jean-Jacques, Le fantasticherie del passeggiatore solitario, Giulia o la nuova Eloisa e della concezione del buon selvaggio (di Rousseau), Candido e Zadig (di Voltaire).
Poligrafo, autore di romanzi ma anche di testi teatrali, della citata voluminosa autobiografia nella tradizione di quella di Rousseau e altrettanto avvincente, di un'utopia di tipo socialista e di numerosi progetti di riforma, è stato oggetto di una riconsiderazione da parte della critica universitaria che vede in lui uno dei rappresentanti più esemplari del secondo Illuminismo della fine del secolo, e un erede delle posizioni edonistiche di Julien Offray de La Mettrie.
 

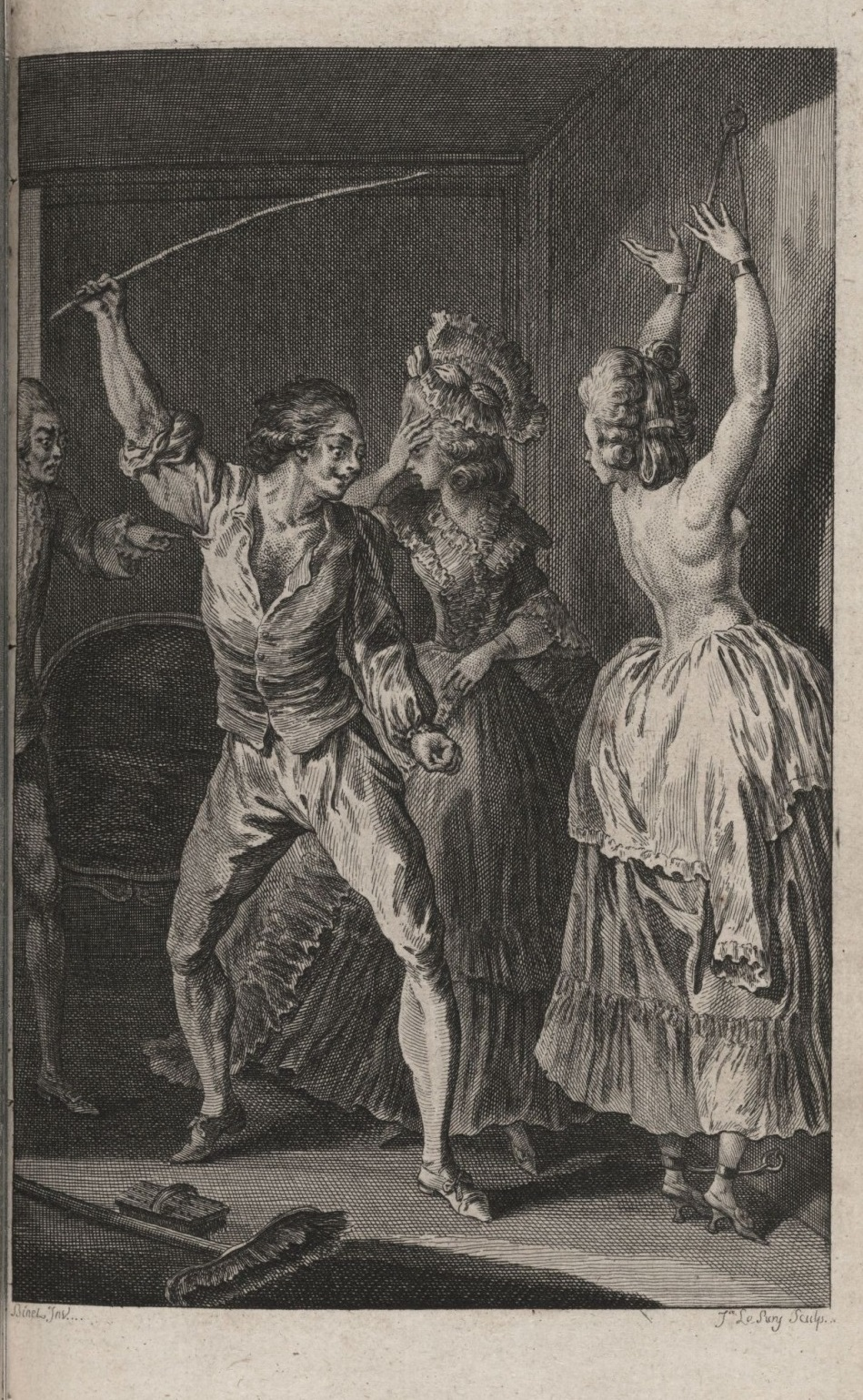
Illustrazione per Le paysan ét la paysane pervertis, usata anche per L'anti-Justine

Il marchese de Sade, altro autore del romanzo libertino-pornografico del periodo, con tendenza al romanzo gotico, e Restif de la Bretonne avevano punti di vista praticamente opposti e si detestavano. Bretonne espresse queste sue diverse visioni sulla natura umana nel libro L'Anti-Justine o le delizie dell'amore, pubblicato nel 1798 in contrapposizione a Justine o le disavventure della virtù di de Sade; nel romanzo Restif esalta il libertinaggio estremo ed esplicito ma senza la crudeltà e le sopraffazioni presenti in Sade: 
(Prefazione)
Tra gli autori invece che lo apprezzarono, si possono annoverare Benjamin Constant e Friedrich Schiller.

## Filmografia
- Il mondo nuovo (La Nuit de Varennes) di Ettore Scola (1982) - Il personaggio di Restif de la Bretonne è interpretato da Jean-Louis Barrault, ed è uno dei protagonisti accanto a Giacomo Casanova e Thomas Paine.

## Opere
- La Famille vertueuse, lettres traduites de l'anglais, Paris, 1767, 4 vol. in-12 de XXXVI-251, 288, 300 et 299 pages (tiré à 2 000 exemplaires).
- Lucile, ou le Progrès de la vertu, 1768, in-12, XVI-198 pages.
- Le Pied de Fanchette, ou le Soulier couleur de rose, 1769, 3 vol. in-12 de 160, 148 et 192 pages.
- Lettres de Lord Austin de N*** à Lord Humphrey de Dorset son ami, 1769, noto anche come La Confidence nécessaire, ou Lettres de Mylord Austin de Norfolk à Mylord Humphrey de Dorset, 1779.
- La Fille naturelle, 1769, 2 vol. in-12 de 171 et 202 pages (tiré à 1 000 exemplaires).
- Le Pornographe, Londres, 1769, 1774
- Le Mimographe, ou Idées d'une honnête femme pour la réformation du Théâtre national, Amsterdam, 1770
- Le Marquis de T***, ou l'École de la jeunesse, Londres, 1771, 4 vol. in-12 de 192, 164, 200 et 182 pages.
- Adèle de Comm**, ou Lettres d'une fille à son père, 1772, 5 vol. in-12,
- La Femme dans les trois états de fille, d'épouse et de mère. Histoire morale, comique et véritable, Londres, 1773
- Le Ménage parisien, Paris, 1773, 2 vol. in-12 V-186-XXXII pages.
- Les Nouveaux Mémoires d'un homme de qualité, 1774, 2 vol. in-12, 591 pages.
- Le Paysan perverti, ou Les dangers de la ville, 1775
- L'École des pères, 1776, 3 vol. in-8° de 480, 192 et 370 pages.
- Le Fin Matois, ou Histoire du Grand Taquin, traduite de l'espagnol de Quevedo, 1776
- Les Gynographes, ou Idées de deux honnêtes femmes sur un projet de règlement proposé à toute l'Europe pour mettre les femmes à leur place et opérer le bonheur des deux sexes ; avec des notes historiques et justificatives, suivies des noms des femmes célèbres, 1777
- Le Quadragénaire, ou l'Âge de renoncer aux passions ; histoire utile à plus d'un lecteur, 1777
- Le Nouvel Abeilard, ou Lettres de deux amants qui ne se sont jamais vus, 1778
- La Vie de mon père, 1779
- La Malédiction paternelle, lettres sincères et véritables de N.** ** *** à ses parents, ses amis et ses maîtresses, avec les réponses, recueillies et publiées par Timothée Joly, son exécuteur testamentaire, 1780
- Les Contemporaines, ou Aventures des plus jolies femmes de l'Âge présent, 1780
- La Découverte australe par un homme volant, ou Le Dédale français, nouvelle très philosophique, suivie de la Lettre d'un singe, 1781
- L'Andrographe, ou Idées d'un honnête homme sur un projet de règlement, proposé à toutes les nations de l'Europe, pour opérer une réforme générale des mœurs et, par elle, le bonheur du genre humain. Avec des notes historiques et justificatives, 1782
- La Dernière aventure d'un homme de quarante-cinq ans, 1783
- La Prévention nationale, action adaptée à la scène, avec deux variantes et les faits qui lui servent de base, 1784
- La Paysanne pervertie, 1784
- Les Veillées du Marais, ou Histoire du grand prince Oribeau, roi de Mommonie, au pays d'Evinland, et de la vertueuse princesse Oribelle, de Lagenie; tirée des anciennes annales irlandaises et récemment translatée en français par Nichols Donneraill, du comté de Korke, descendant de l'auteur, 1785; ripubblicato come L'Instituteur d'un prince royal, 1791
- La Femme infidèle (sotto lo pseudonimo Maribert Courtenay, 1786
- Les Françaises, ou XXXIV exemples choisis dans les mœurs actuelles, propres à diriger les filles, les épouses, les femmes et les mères, 1786
- Les Parisiennes, ou XL caractères généraux pris dans les mœurs actuelles, propres à servir à l'instruction des personnes du sexe, tirés des mémoires du nouveau Lycée des mœurs, 1787
- Théâtre, 1787 (vol. 1 : La Prévention nationale, La Fille naturelle, La Cigale et la Fourmi, Le Jugement de Pâris; vol. 2 : Les Fautes sont personnelles, Sa mère l'allaita, La Marchande de modes, La Matinée du père de famille, Le Réveil d'Épiménide; vol. 3 : La Sage Journée ou le Nouvel Épiménide, Le Père valet, Le Bouledogue, 1788; vol. 4 : Sa mère l'allaita, L'Épouse comédienne, L'An deux mille, 1789; vol. 5: Le Libertin fixé, L'Amour muet, Edmond ou les Tombeaux, 1792
- Le notti rivoluzionarie o Le notti di Parigi ("Les Nuits de Paris ou le Spectateur nocturne"), 1788-1794, ed. italiana 1989, SE, a cura di Spagnoletti G.
- Ingénue Saxancour, ou la Femme séparée, 1789
- Le Thesmographe, ou Idées d'un honnête homme sur un projet de règlement proposé à toutes les nations de l'Europe pour opérer une reforme générale des lois ; avec des notes historiques, 1789
- Monument du costume physique et moral, de la fin du XVIIIe siècle, Neuwied, 1789
- Le Palais-Royal, Paris, 1790
- L'Année des dames nationales, ou Histoire jour par jour d'une femme de France, 1791-1794
- Le Drame de la vie, contenant un homme tout entier, pièce en treize actes d'ombres et en dix pièces régulières, 1793 (comprendente Madame Parangon ou le Pouvoir de la vertu, Zéphire ou l'Amante filiale, Rose et Eugénie ou le Gendre à l'épreuve, Élise ou l'Amante du mérite, Louise et Thérèse ou l'Amour et l'amitié, Virginie ou la Coquette, Sara ou le Dernier Amour, Agnès et Adélaïde ou le Dangereux Échange, Félicité ou le Dernier Amour, Filette reconnue – et neuf « actes des Ombres »).
- Monsieur Nicolas, ou le Cœur humain dévoilé, 1794-1797
- Les Provinciales, ou Histoire des filles et femmes des provinces de France, dont les aventures sont propres à fournir des sujets dramatiques de tous les genres, 1795
- La Philosophie de Monsieur Nicolas, 1796
- L’Anti-Justine o le delizie dell'amore, 1798, edizioni italiane 1980, Guanda, a cura di Bruno F. e 2012, ES edizioni
- Les Nouvelles contemporaines, ou Histoires de quelques femmes du jour, 1802
- Les Posthumes, lettres reçues après la mort du mari, par sa femme qui le croit à Florence, par feu Cazotte, 1802, 4 vol. in-12 de 356, 360, 360 et 335 pages.
- Histoire des compagnes de Maria, ou Épisodes de la vie d'une jolie femme, ouvrage posthume de Restif de La Bretonne, 1811